# Plavt
Tit Makcij Plavt, starorimski komediograf, * verjetno 254 pr. n. št., Sarsina (mesto v Umbriji), † 184 pr. n. št.
Rojen je bil najverjetneje v Sarsini v Italiji. Izhajal je iz revne družine. V Rimu se je najprej preizkusil kot trgovec, a je propadel, kasneje se zaposlil kot mlinarski vajenec, nazadnje pa kot pomočnik v gledališču. Kmalu se je v celoti posvetil gledališču. Poleg Terencija je bil največji rimski komediograf tistega časa. Najverjetneje je napisal okrog 130 komedij, a avtentičnih in v celoti ohranjenih je le 21. Ustvarjal je v tako imenovanem arhaičnem obdobju rimske literature. Po takratni navadi je grške komedije prilagajal rimskim okoliščinam in okusu. Vanje je uvedel glasbene vložke (cantica), uporabljal je tudi prolog. V živem jeziku je pisal privlačne, mnogokrat trivialne odrske zaplete s srečnim koncem. Bil je pravi mojster situacijske komike. V igre je vključeval zamenjave, pretepe, ljubezenske dogodivščine in intrige. Kot dober poznavalec značajev je ustvaril prepričljive tipe zvodnikov, naivnežev, nerodnih služabnikov, heter in podobno.

## Vplivi
- Grška nova komedija: svoj razcvet je doživela v obdobju helenizma (3. stoletje pr. n. št.). Njen glavni predstavnik je Menander. Gre za meščansko igro, kjer so uprizarjali vsakdanje dogodke. Torej ni bilo burke (ni zmerjanja, pretepov,...). Tako kot Plavtove komedije lahko tudi te komedije označimo kot fabula paliata. V njej nastopajo motivi kot so: zakopani zakladi, nezaželeni, nezakonski otroci, čudežne rešitve iz brodolomov, nenadna vrnitev svojcev, zamenjave dvojčkov (najpogosteje, posilstvo siromašnih otrok)
- Fabula atellana: je improvizirana burka, ki je nastala v Kampaniji, natančno v mestu Atel. Bila je ljudska igra, ki se je igrala na vaseh. V njej so nastopali štirje stalni liki. Eden izmed teh je bil Maccus. Njegovo ime je izpeljano iz lika, torej je igral njega.
- Mimos: je etruščanskega izvora (delno tudi Grškega). Besedilo ni bilo pomembno. Pomembni so bili drugi elementi, kot so: ples, mimika, glasba. V igri ni bilo mask in vsi so nastopali bosih nog. Od tod njegovo tretje ime (Plautus), saj plauti v grščini pomeni bosih nog.

## Dela
| - Amphitryon - Addictus - Osli (Asinaria) - Komedija o loncu (Aulularia) - Bacchides | - Captivi - Casina - Curculio - Epidicus - Dvojčka (Menaechmi) | - Trgovec (Mercator) - Bahavi vojščak (Miles Gloriosus) - Hišni strah (Mostellaria) - Persijanec(Persa) - Poenulus | - Kljukec (Pseudolus) - Rudens - Saturio - Stichus - Trinummus |

Nekaj njegovih del je bilo prevedenih tudi v slovenščino: Bahavi vojščak (Miles gloriosus), Komedia o loncu (Aulularia), Hišni strah (Mostellaria), Dvojčka (Menaechmi), Kljukec (Pseudolus), Amfitruo (Amfitruo), Osli (Asinaria). 
Osle so v sloveniji prvič uprizorili aprila 2009 v Mestnem Gledališču Ljubljanskem, kjer so glavne vloge zaigrali Uroš Smolej, Lotos Vincenc Šparovec, Iva Krajnc, Boris Ostan, Jaka Lah, Tanja Ribič, Jožef Rapoša, Gaber K. Treseglac, Gregor Čušin in Matej Puc.